# Salviniales
Salviniales Link è un ordine di piante appartenenti alla classe Polypodiopsida.

## Descrizione
Le Salviniales sono tutte piante acquatiche e differiscono da tutte le altre felci perché sono eterosporiche, ovvero producono due diversi tipi di spore (megaspore e microspore) che si sviluppano in due diversi tipi di gametofiti (rispettivamente gametofiti femminili e maschili) e perché i loro gametofiti sono endosporici, ovvero non crescono mai oltre la parete delle spore e non possono diventare più grandi delle spore che li hanno prodotti. I megasporangi producono ciascuno una singola megaspora. Essendo eterosporche con gametofiti endosporici, sono più simili alle piante da seme che alle altre felci.
Le foglie fertili e sterili sono dimorfiche, assumono cioè una forma diversa e presentano vene anastomizzate. L'aerenchima è frequentemente presente nelle radici, nei germogli e nei piccioli fogliari.
Le felci di questo ordine variano notevolmente per forma e non assomigliano particolarmente alle tipiche felci. Le specie della famiglia delle Salviniaceae sono natanti (galleggianti), mentre quelle della famiglia delle Marsileaceae sono radicate. Tuttavia, le specie natanti possono crescere temporaneamente sul fango umido durante i periodi di bassa marea, mentre le Marsileaceae possono crescere come specie emergenti, a seconda della specie e della posizione.

## Tassonomia
La classificazione PPG I riconosce le seguenti famiglie come appartenenti all'ordine:
- Salviniaceae Martinov
- Marsileaceae Mirb.